# Геннадий (Горнецкий)
Архимандрит Геннадий (в миру Герасим Горнецкий или Горнетский; 1789 — 8 [20] марта 1867, Боровск) — архимандрит Пафнутиево-Боровского монастыря Калужской и Боровской епархии Русской православной церкви (25 августа 1837 — 8 марта 1867).

## Биография
Герасим Горнецкий родился в 1789 году в селе Горнецке Крестецкого уезда Новгородской губернии в семье причетника.
Будучи учеником Новгородской духовной семинарии, он помогал ректору архимандриту Амвросию (Орнатскому) при составлении им известной «Истории Российской Иерархии», разбирал материал и переписывал черновики.
В 1813 году окончил Новгородскую духовную семинарию, и 9 ноября того же года епископом Старорусским Мефодием был посвящён в священники к Власиевской на Софийской стороне церкви в Новгороде.
24 июня 1817 года резолюцией митрополита Новгородского и Санкт-Петербургского Амвросия (Орнатского) переведён в Новгородский Софийский кафедральный собор священником.
19 ноября 1819 года определён при Новгородском Софийском уездном училище учителем латинского и греческого языков по низшему определению.
21 августа 1821 года определён смотрителем Кирилловского уездного и приходского училища, где в уездном училище по высшему определению проходил должность учителя латинского и греческого языков.
Рано овдовел и 26 сентября 1821 года по Указу Святейшего Синода в Новгородском Антониевском монастыре пострижен в монашество Архимандритом Амвросием с именем Геннадий.
15 октября того же года определён в Кирилловское духовное правление присутствующим.
8 августа 1823 года причислен к соборным иеромонахам Александро-Невской лавры и в том же 1823 году переведён из Кирилловских училищ в Санкт-Петербургское Коммерческое училище на должность законоучителя.
16 февраля 1828 года награждён наперсным золотым крестом.
В Санкт-Петербурге Геннадий был известен «назидательными проповедями», из которых одна, а именно «на день рождения Императрицы Марии Феодоровны при выпуске воспитанников Коммерческого училища», была напечатана.
В 1833 году он был назначен настоятелем Троицкого монастыря в городе Рязани и 8 апреля того же года епископом Ревельским Смарагдом посвящён в архимандрита Рязанского и Зарайского и определён в Рязанскую Духовную консисторию Присутствующим, а 21 сентября того же года — благочинным Рязанских монастырей.
28 апреля 1837 года Святейшим Синодом возведён в степень настоятеля второклассного монастыря, с оставлением его в Троицком монастыре.

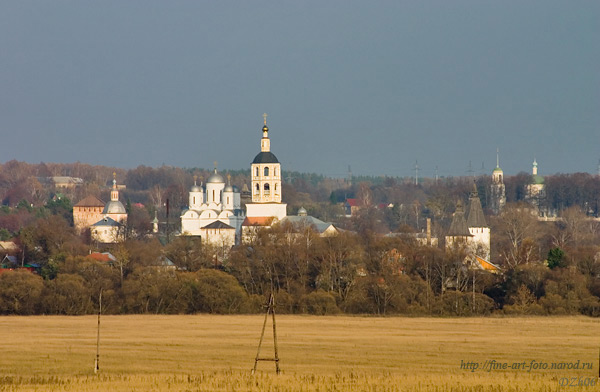
Пафнутьево-Боровский монастырь

10 августа того же года переведён настоятелем в Боровский Пафнутиев монастырь Калужской епархии.
Этот монастырь был в то время сильно запущен, так как долгое время находился в управлении архимандритов, занимавших ректорские должности в столицах и не живших в монастыре. В короткое время Геннадий «при помощи Божией и добрых людей» отремонтировал разрушавшийся собор и братские кельи, построил гостиницу и возобновил монастырское подворье в Москве. Он не только уплатил лежавший на монастыре долг, но и приобрел значительный капитал.
8 апреля 1842 года пожалованы ему знаки ордена Святой Анны 2-й степени, императорскою короною украшенные.
28 августа 1858 года «объявлено ему от Святейшего Синода благословение».
В 1859 году он издал составленное им «Описание Пафнутиева монастыря».
По воспоминаниям современников Геннадий был кроток и доступен; монахи входили к нему без доклада. Беседы его были назидательны. Его любимым изречением было: «Кто бегает терпения, тот бегает спасения». Он никогда не пропускал ни одной церковной службы. Из монастыря он не выезжал и проводил время за делами и книгами. После него осталась богатая библиотека, но ни копейки денег, и все наследство после него заключалось в двух-трех сильно поношенных рясах.
В 1866 году получил благодарность епархиального начальства за пожертвование в соборную библиотеку г. Боровска подшивку журнала «Христианское чтение» за 18 лет.
Архимандрит Геннадий умер 8 марта 1867 года и был погребен в монастырской церкви Всех Святых. На вделанной в пол мраморной плите была сделана надпись: «Здесь погребено тело в Бозе почившего священноархимандрита Геннадия, скончавшегося 1867 года 8 марта. Господи, молитвами его помилуй и спаси нас».